# 沙姆希阿达德二世
沙姆希阿达德二世（英語：Shamshi-Adad II）（？—前1561年），古亚述时期的亚述国王，（公元前1567年—公元前1561年在位）他统治时期适逢“黑暗时期”，各种势力相互争斗，动荡不安。
| 前任： 伊里舒姆三世 | 亚述国王 前1567年－前1561年 | 繼任： 伊什梅-达甘二世 |